# Battle Studies
Battle Studies är ett musikalbum av John Mayer släppt den 17 november 2009. Albumet har bland annat sålt guld i Australien och legat etta på Billboard 200.

## Låtlista
1. "Heartbreak Warfare"
2. "All We Ever Do Is Say Goodbye
3. "Half Of My Heart"
4. "Who Says"
5. "Perfectly Lonely"
6. "Assassin"
7. "Crossroads"
8. "War Of My Life"
9. "Edge Of Desire"
10. "Do You Know Me"
11. "Friends, Lovers Or Nothing"